# Jaguar (automobil)
Jaguar je britanski proizvođač luksuznih i sportskih automobila sa sjedištem u Whitley, Coventry, Engleska. Trenutačno je dio Jaguar Land Rover grupacije u vlasništvu koncerna Tata Motors. 
Tvrtku je 1922. pod nazivom Swallow Sidecar Company osnovao William Lyons, a današnji naziv dobila je nakon završetka Drugog svjetskog rata zbog nepovoljne konotacije kratice SS.
Jaguar automobili danas su dizajnirani u Jaguar Land Rover inženjerskom centru u Whitley u Coventryju i na Gaydonu u Warwickshireu, a proizvode se u Jaguarovoj tvornici u Castle Bromwich pogonu u blizini Birminghama.

## Aktualni modeli
- Jaguar XE
- Jaguar XF
- Jaguar F-PACE
- Jaguar XJ
- Jaguar F-TYPE

##### Vanjska poveznica
- Jaguar